# Hans Hofer (Politiker, 1866)
Hans Hofer (gemäß Geburtsurkunde: Johann) (* 11. Februar 1866 in Unterhaus, Gemeinde Seeboden, Kärnten; † 30. April 1930 in Klagenfurt) war ein österreichischer Politiker der Deutschen Agrarpartei.

## Leben
Hofer war der Sohn des Landwirts Johann Hofer (* 27. November 1814; † 18. Januar 1888) und dessen Ehefrau Maria geborene Eder. Er war evangelisch A.B. und heiratete am 26. Juni 1892 Katharina geborene Hofer (* 11. August 1868; † 13. März 1941). Aus der Ehe gingen fünf Söhne, von denen zwei im Ersten Weltkrieg fielen und sechs Töchter hervor.
Nach dem Besuch der Volksschule wurde er 1888 Bauer und Holzhändler. Er war Besitzer der Löscher-Realität und Holzhändler in Unterhaus. Daneben war er Obmann des Verbands ländlicher Genossenschaften Kärntens und von 1919 bis 1930 Obmann des Aufsichtsrats der Kärntner Holzgenossenschaft „Norica“ in Villach sowie Mitglied des Verwaltungsrates der Bauernbank.

## Politik
Vom 27. Dezember 1906 (Nachwahl vom 28. Juli 1906 nach dem Ableben von Daniel Kotz) bis zum 20. September 1915 war er Abgeordneter im Kärntner Landtag. Im Landtag war er in der IX. Wahlperiode von 1906 bis 1909 Mitglied des volkswirtschaftlichen und des Bauausschusses und in der X. Wahlperiode von 1909 bis 1915 Mitglied des Bau- und des volkswirtschaftlichen Ausschusses. Er gehörte dem Klub Deutsche Agrarpartei an.
Von 1911 bis 1918 war er Abgeordneter des Abgeordnetenhauses im Reichsrat (XII. Legislaturperiode), Wahlbezirk Kärnten 7, Deutscher Nationalverband (Deutsche Agrarpartei). Danach war er vom 21. Oktober 1918 bis zum 16. Februar 1919 Mitglied der Provisorischen Nationalversammlung, DnP.
Von 1910 bis 1913 und erneut von 1919 bis 1920 war er Bürgermeister von Seeboden.